# Мунчике
Мунчике (исп. Parque Nacional Natural Munchique) — национальный парк, расположенный в департаменте Каука в хребте Кордильера-Оксиденталь в Андийском регионе Колумбии. На территории парка насчитывается около 30 ручьев и рек, а также примерно 40 водопадов. Разнообразие термальных уровней делает парк раем для птиц, особенно колибри.

## Расположение
Парк располагается в городе Эль Тамбо, на западных склонах Кордильеры-Оксиденталь, в 61 км от города Попаян. Также парк граничит с муниципалитетами Лопез, Моралес и Кахибио.

## История
Национальный парк был образован в мае 1977 года и занимает площадь около 440 км2 (170 кв. миль). Парк получил свое название от горы Мунчике, расположенной в юго-восточной части территории. Многие реки находящиеся в границах парка являются притоками реки Сан-Хуан-де-Микай, которая является одной из крупнейших рек Колумбийско-Тихоокеанского бассейна, которая в конечном итоге достигает Тихого океана. В настоящее время она находится в опасности из-за незаконных посевов, а также других экологических угроз.

## Климат

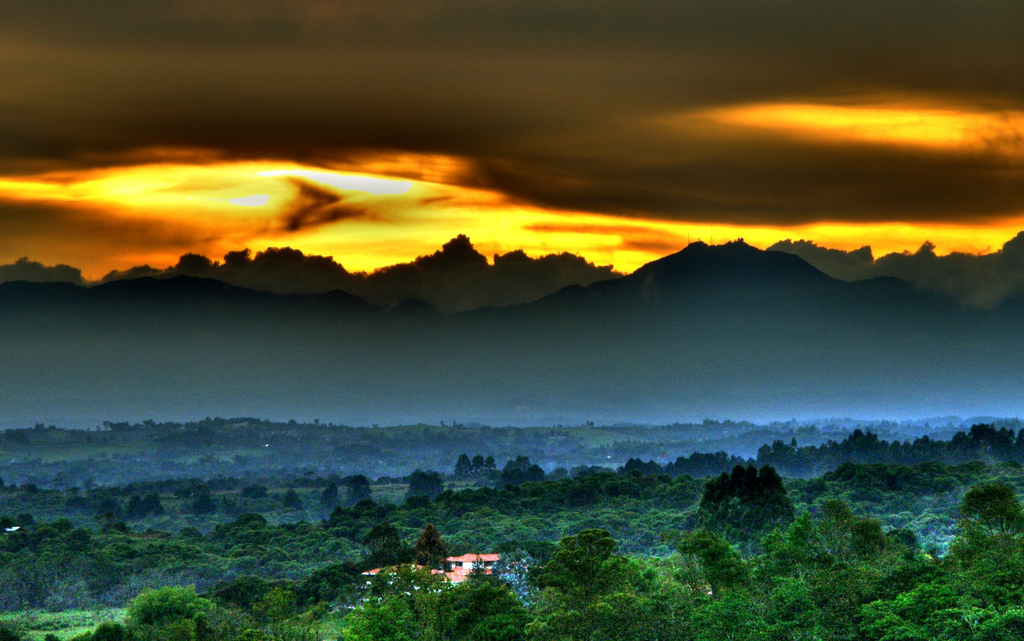
Вид на гору Мунчике

На территории национального парка существует несколько климатических зон, меняющихся в зависимости от высоты: теплая, 200 м (660 футов) — 1000 м (3300 футов) над средним уровнем моря; умеренная, 1000 м (3300 футов) — 2000 м (6600 футов); и холодная, 2000 м (6600 футов) — 3500 м (11 500 футов). Средняя температура составляет 24 °C на нижних высотах и 8 °C на самых высоких. Среднегодовое количество осадков составляет 3000 мм в высоких частях парка и значительно увеличивается с уменьшением высоты до 5000 мм в нижних районах. Наибольшее количество осадков выпадает в декабре, а минимальное — в июне-августе. В результате обильных дождей относительная влажность воздуха составляет 87 %.

## Флора и фауна
В теплых и умеренных зонах парка можно встретить деревья, достигающие высоты более 40 м (130 футов). Количество деревьев уменьшается по мере увеличения высоты, и эпифиты становятся более распространенными.
Этот национальный парк имеет один из самых высоких в Колумбии индексов биоразнообразия и большое количество эндемичных и исчезающих видов, что объясняется низкой антропогенной активностью на территории и разнообразием термальных зон. На территории парка зарегистрировано около 500 видов птиц, 37 из которых — колибри. Заслуживают внимания такие птицы, как длиннокрылая зонтичная птица и разноцветная пухоедка, причем последняя является эндемиком региона. В парке также обитают 182 млекопитающих, среди которых очковые медведи, пумы, ягуары, северные пуду, южноамериканские коати, чешуйчатоногие малые землеройки, дикобразы и три вида оцелотов. Другие виды включают 71 вид амфибий, 70 видов летучих мышей и 55 видов бабочек (все принадлежат к подсемейству Сатириды). А также западные андские жабы которые обитают только в этом национальном парке. В 2003 году на территории парка был найден новый вид крапивника, названный мунчикским крапивником в честь парка.